# Варненский залив
Ва́рненский залив (болг. Варненски залив) — залив в западной части Чёрного моря, у берегов Болгарии. На берегу залива расположен крупный портовый город Варна, в честь которой залив и получил своё название, и одноимённый морской порт.
Варненский залив на 3 км вдаётся вглубь суши, имеет ширину у входа 7 км и глубину 10—18 м; может полностью замерзать в особо холодные зимы. Имеет низменные западные берега и возвышенные северные и южные. Сообщается с Варненским и Белославским озёрами посредством судоходного канала.

## Галерея

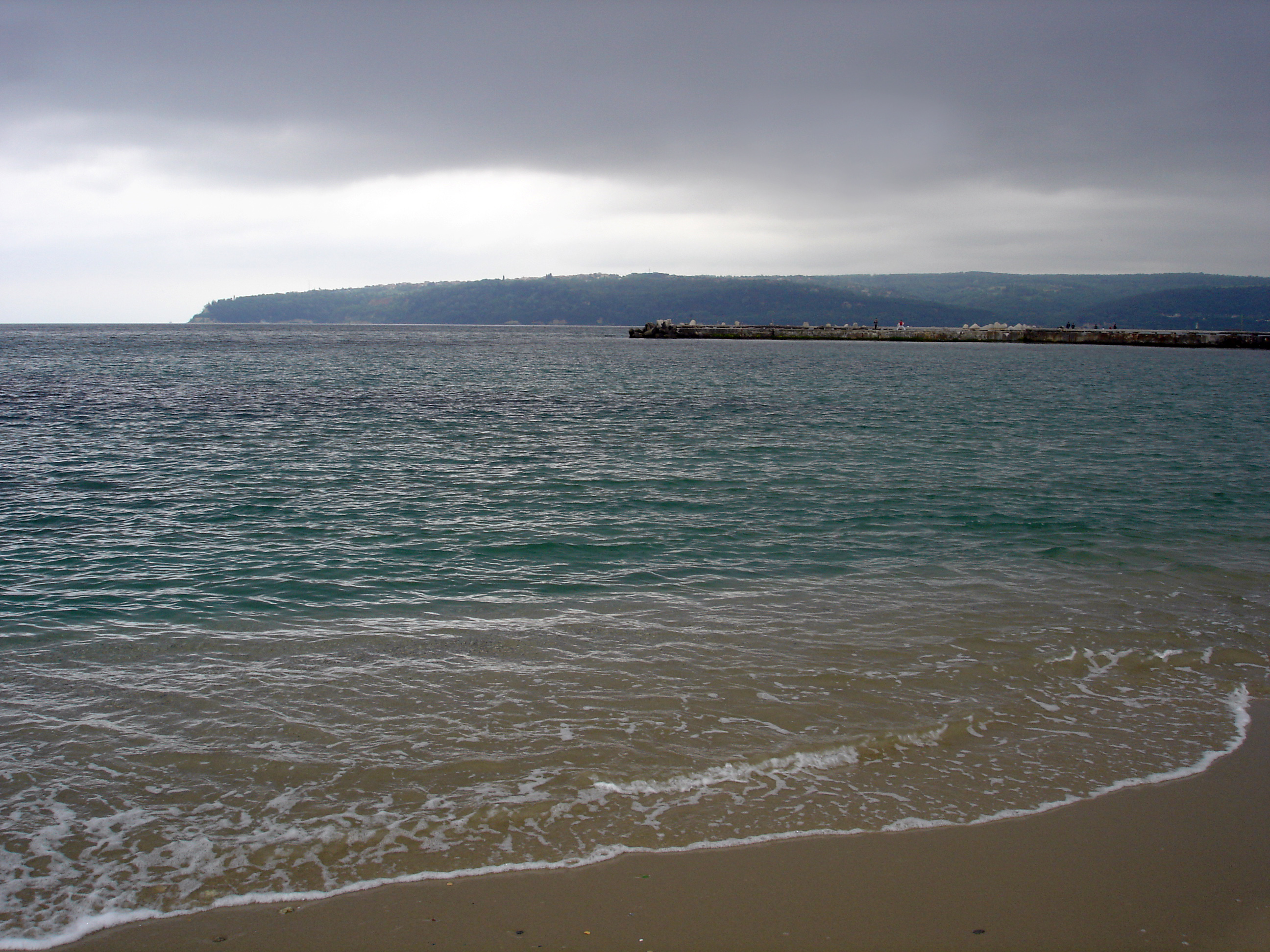
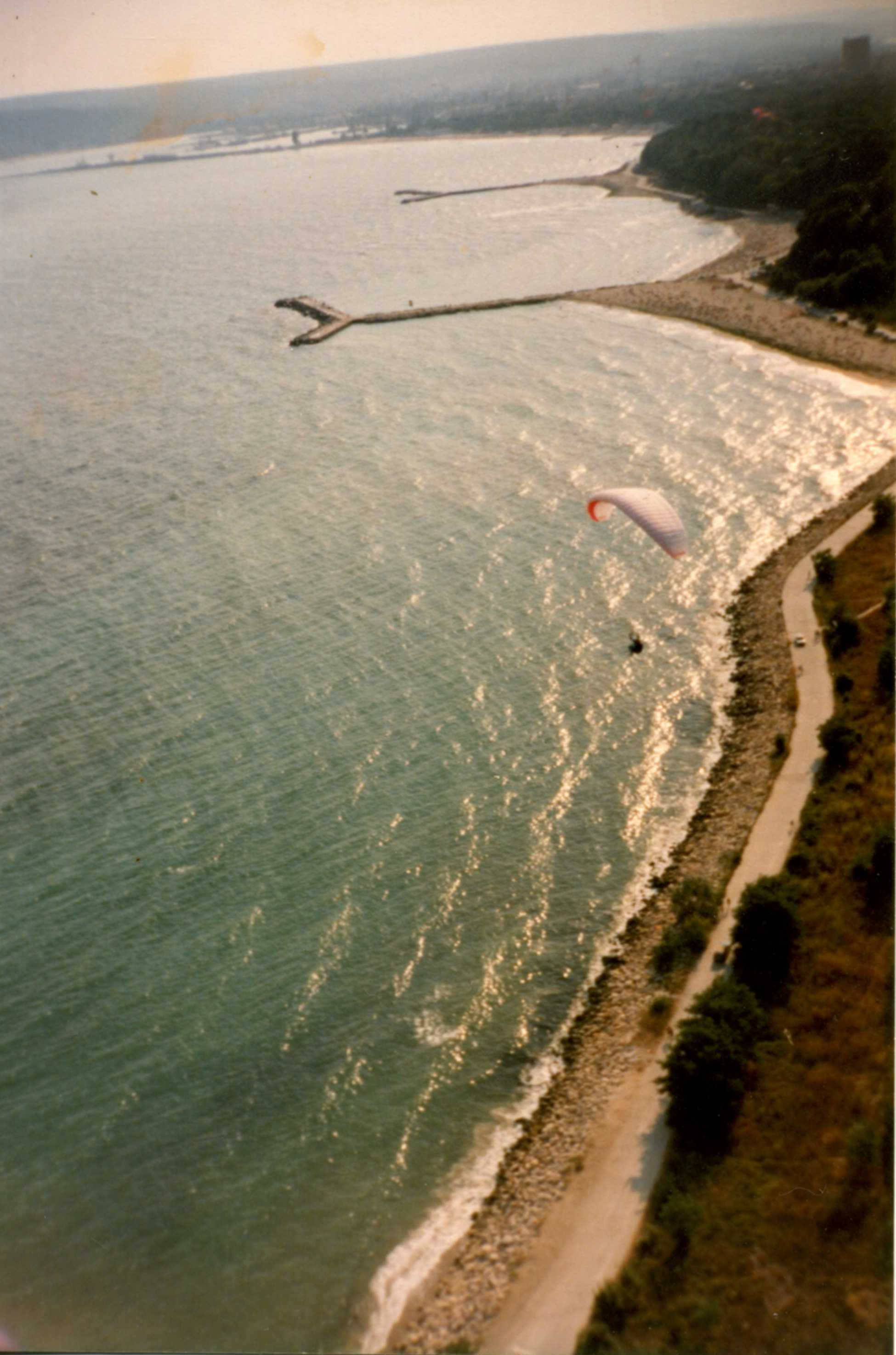